# رودخانه ترایزن
رودخانه ترایزن (به انگلیسی: Traisen (river)) رودخانه‌ای است که در اتریش جریان دارد.